# 선형 참조
선형 참조(線形參照, Linear referencing) 또는 선형 참조 체계(線形參照體系, linear reference system, linear referencing system, LRS)는 정의된 시작점으로부터 기능적 위치가 선형 요소를 따라 측정되는 좌표 참조의 한 방식으로, 이를테면 길 옆에 있는 이정표를 들 수 있다. 각 기능은 점(표지판)이나 선(앞지르기 금지 구간)으로 위치한다.

## 지원 플랫폼
선형 참조는 이를테면 여러 지리 좌표계 소프트웨어에 의해 지원되며, 다음을 포함한다:
- 인터그래프[1][2]
- GE 글로벌 트랜스미션 오피스[3]
- ArcGIS[4]
- GEOMAP GIS[5]
- GRASS GIS[6]
- PostGIS[7]
- QGIS[8]

## 같이 보기
- 지리 좌표계

## 참고 문헌
- Noronha, Val; Church, Richard L. (2002), 《Linear Referencing and Alternate Expressions of Location for Transportation》 (PDF), Santa Barbara, California: Vehicle Intelligence and Transportation Analysis Laboratory, National Center for Geographic Information and Analysis, 2011년 7월 20일에 원본 문서 (PDF)에서 보존된 문서, 2011년 3월 8일에 확인함
- Curtin, K; Arifin, R; Nicoara, G (2007), 《A Comprehensive Process for Linear Referencing》 (PDF), URISA Journal 19 (2), 41-50